# Archidiocèse d'Athènes
L'archidiocèse d'Athènes (en latin : archidioecesis Atheniensis) est une église particulière de l'Église catholique en Grèce.

## Territoire
L'archidiocèse d'Athènes couvre l'Attique, la Grèce-Centrale, la Grèce-Occidentale, et le Péloponnèse.
Son siège archiépiscopal est la ville d'Athènes, où se trouve la cathédrale Saint-Denys-l'Aréopagite.

## Histoire
Le diocèse d'Athènes a des origines très anciennes. Avant le Grand Schisme de 1054, c'était un siège suffragant de l'archidiocèse de Corinthe, élevé au rang de siège métropolitain au IXe siècle.
Les chrétiens d'Athènes avaient l'habitude de graver les prénoms de leurs évêques décédés sur les colonnes du Parthénon.
L'archidiocèse d'Athènes de rite latin a été érigé au début du XIIIe siècle à l'occasion de la conquête de Constantinople par les croisés (1204) ; le Parthénon, autrefois cathédrale grecque, a été transformé en la nouvelle cathédrale latine dédiée à la Vierge. Le premier archevêque fut le Français Berardo, dont l'élection fut confirmée par le pape Innocent III le 27 novembre 1206.
Le 18 mars 1926, en vertu de la brève Quae catholico du pape Pie XI, les territoires du Péloponnèse et de l'île de Cerigo (Cythère), jusqu'alors sans juridiction ecclésiastique et administrés directement par le délégué apostolique, furent réunis à l'archidiocèse d'Athènes. La même année, d'autres changements territoriaux introduits par le Saint-Siège mettent fin au rôle de délégué apostolique de l'archevêque d'Athènes.
Depuis 1992, l'archevêque est également administrateur apostolique du siège vacant de l'archidiocèse de Rhodes.

## Ordinaires

### Archevêques d'Athènes
- Ioánnis Marangós (en) † (1875 - 1891)
- Giuseppe Zaffino † (1892 - 1895)
- Gaetano De Angelis, O.F.M.Conv. † (1895 - 1900)
- Antonio Giovanni Battista Delenda † (1900 - 1911)
- Louis Petit, A.A. † (1912 - 1926[1])
- Giovanni Battista Filippucci (Filippoussis) † (1927 - 1947)
- Marco Sigala † (1947 - 10 mars 1950)
- Mários Makryonítis (en), S.I. † (1953 - 1959)
- Venédiktos Príntezis † (1959 - 1972)
- Nikólaos Fóskolos (en) (1973 - 2014)
- Sevastianós Rossolátos (en) (2014 - 2021)
- Theódoros Kontídis, S.I., depuis 14 juillet 2021[2]